# Sociedad Mexicana de Cactología
La Sociedad Mexicana de Cactología es una organización no gubernamental integrada por aficionados y científicos sin fines lucrativos. Actualmente tiene como socios a reconocidos investigadores especialistas en cactáceas y suculentas así como a una gran cantidad de aficionados en todo el mundo. La Sociedad tiene los siguientes objetivos: el estudio de las plantas suculentas, principalmente las especies mexicanas, así como la conservación, propagación y el fomento del gusto hacia ellas. Publica desde 1955 una revista trimestral llamada Cactáceas y Suculentas Mexicanas. La Sociedad Mexicana de Cactología celebra reuniones mensuales en el Jardín Botánico del Instituto de Biología (UNAM). En esta sociedad son bienvenidas todas las personas de cualquier parte del mundo que gusten de las cactáceas y suculentas y que deseen colaborar.